# Masicera bremii
Masicera bremii är en tvåvingeart som beskrevs av Macquart 1851. Masicera bremii ingår i släktet Masicera och familjen parasitflugor.
Artens utbredningsområde är Schweiz. Inga underarter finns listade i Catalogue of Life.